# Gonomyia (Leiponeura) speratina
Gonomyia (Leiponeura) speratina is een tweevleugelige uit de familie steltmuggen (Limoniidae). De soort komt voor in het Oriëntaals gebied.